# HD 330075 b
HD 330075 b — планета-гигант, вращающаяся вокруг жёлтого карлика в созвездии Наугольник (164 световых года от Солнца). Была открыта 10 февраля 2004 года Geneva Extrasolar Planet Search командой ESO’s La Silla Observatory с использованием спектрографа HARPS. Планета относится к классу горячих юпитеров. Расстояние от HD 330075 b до своей звезды в 23 раза меньше, чем расстояние от Земли до Солнца. Полный оборот вокруг звезды делает за трое суток.